# Maurice Superville
Maurice Jean-Baptiste Superville est un administrateur colonial et explorateur français du XXe siècle.

## Biographie
Il abandonne en 1900 son poste d'administrateur pour devenir directeur d'une société, la Kotto, propriétaire d'une vaste concession sur la rive droite de l'affluent de l'Oubangui portant le même nom (Kotto). Superville part avec le lieutenant Bos et Henri Bobichon, explorer ces parages encore totalement inconnus (1901). Il découvre alors les sources du Kouango.
En décembre 1902, chargé d'une mission auprès du sultan Senoussi, il part de Bria et atteint Ndélé où il signe, en février 1903, un traité avec le sultan, celui-ci s'engageant en échange de la reconnaissance de sa souveraineté, à arrêter la chasse aux esclaves et à ne pas gêner l’approvisionnement en ivoire et en caoutchouc de la société Kotto.
En 1945, il est toujours administrateur de la Société nouvelle des sultanats du Haut-Oubangui. 

## Travaux
- De l'Oubangui à Ndélé par la Kotto, Revue coloniale, 1901-1902, p. 253-359